# スポーツ魂
スポーツ魂（スポーツだましい）は、2004年3月29日から2007年4月1日まで3年に渡り、テレビ東京系列で放送されていたスポーツニュースである。略称：スポ魂（スポこん）。

## 概要
1983年から2004年にかけて放送された『激生!スポーツTODAY』から継承して、平日は『スポ魂!』、土・日は『スポーツ魂』とタイトルを変えて展開した。平日はテレビ東京の女性アナウンサーが日替わりで担当（2005年4月から9月まではタレントも起用していた）。週末のメインキャスターは野球通としても知られるタレントの伊集院光が一貫して務めた。
本番組打ち切り後は平日・週末のブランドを統合した新番組『メガスポ!』に引き継がれた（週末版のメインキャスターも眞鍋かをりに代わった）。

## 放送日時
- 平日「スポ魂!」
  - 23:58 - 0:12（2005年4月1日までは23:55 - 0:09　「スポパラ」前半）
- 週末「スポーツ魂」
  - 土曜日23:45 - 0:25
  - 日曜日23:24 - 24:00（2005年9月11日はBSジャパンでも同時放送。これは選挙開票速報の特別編成の関係からである）

※一部の独立UHFテレビ局とBSジャパンは時差放送（部分的なカットはないため事実上、撮って出しの放送である）。BSジャパンでは一部の海外のスポーツニュース映像については権利関係の都合で放送できないケースがあるため、その場合はブルーバック画面に“放送権の都合で放送されません ご了承ください”という趣旨のテロップが画面下に出て、音声のみが流れるが、ほとんどは権利関係の問題はクリアしているため、かぶせ放送となるケースはごくわずかである。

## 出演者
歴代キャスター
| 期間      | 期間      | 平日「スポ魂!」 | 平日「スポ魂!」 | 平日「スポ魂!」 | 平日「スポ魂!」     | 平日「スポ魂!」 | 週末「スポーツ魂」 | 週末「スポーツ魂」  |
| 期間      | 期間      | 月曜            | 火曜            | 水曜            | 木曜                | 金曜            | メイン             | サブ                |
| --------- | --------- | --------------- | --------------- | --------------- | ------------------- | --------------- | ------------------ | ------------------- |
| 2004.3.29 | 2005.4.3  | 龍田梨恵        | 龍田梨恵        | 水原恵理        | 水原恵理            | 大橋未歩        | 伊集院光 大橋未歩  | 水原恵理 前田真理子 |
| 2005.4.4  | 2005.10.2 | 松丸友紀        | 亀井京子        | 倉野麻里        | 木舩香織 西尾はるな | 大橋未歩        | 伊集院光 大橋未歩  | 滝井礼乃            |
| 2005.10.3 | 2006.4.2  | 松丸友紀        | 亀井京子        | 倉野麻里        | （不明）            | 前田真理子      | 伊集院光 大橋未歩  | 滝井礼乃            |
| 2006.4.3  | 2006.9.3  | 松丸友紀        | 亀井京子        | 倉野麻里        | 水原恵理            | 滝井礼乃        | 伊集院光 大橋未歩  | 滝井礼乃            |
| 2006.9.4  | 2007.4.1  | 松丸友紀        | 大竹佐知        | 倉野麻里        | 水原恵理            | 滝井礼乃        | 伊集院光 大橋未歩  | 亀井京子            |

伊集院、木舩・西尾（隔週交代）以外は全員テレビ東京アナウンサー。番組開始時のキャスターのうち、伊集院以外は『激スポ!』からの続投。
担当曜日は基本的に固定されているが、海外取材や担当アナウンサーの休暇、『ワールドビジネスサテライト』へのイレギュラー出演などの兼ね合いなどにより、他の曜日の担当アナウンサーや、初鳴き（アナウンサーデビュー）を終えて、間もない新人アナウンサーが代行することもある。まれにではあるが、過去に出演していたアナウンサーが臨時に代行するケースもある。2007年3月23日は公にはしていないが労組によるストライキで久保田麻三留アナウンス部長が代行出演した（ちなみにこの日の『ワールドビジネスサテライト』はフリーキャスターだけで進行していた）。
歴代コメンテーター（週末「スポーツ魂」）
- 駒田徳広（プロ野球 2005年1月まで出演した後、東北楽天ゴールデンイーグルス打撃コーチ就任のため一度降板。その後コーチ解任のため2006年より復帰）
- 川崎憲次郎（同上、駒田の後任で2005年2月より出演。駒田復帰後も引き続き出演するが、2人一緒での出演はせず）
- 浅野哲也（サッカー、2007年より湘南ベルマーレコーチ就任のため、番組終了を待たずに降板）
- 前園真聖（同上、主にフィールドキャスター的役割で不定期出演。浅野降板後はレギュラー担当も引き継ぐ）

駒田・浅野は『激生!スポーツTODAY』からの続投。プロ野球コーナーではテレビ東京のスポーツ実況担当アナウンサーが聞き手役を務めた。

## 主なコーナー

### 平日版「スポ魂」
プロ野球シーズン中は明確なコーナーを設けず、ストレートニュースに徹した構成になることが多い。
一方、プロ野球シーズンオフ期間は、当日のニュースの量が少なくなることもあるため、曜日毎にテーマを設けたミニ特集コーナーが設けられることがある（2006年度は「Real Scene」「The Roots」「僕がハンカチ王子だった日」など）。

### 週末版「スポーツ魂」
基本的に下記以外に明確なコーナーは見られず、当日に行われたスポーツの結果と解説を軸に特集コーナー、インタビューなどを挟む形式である。
光プレー
- この番組の目玉コーナーと称しても過言ではない企画。シーズン中の毎週日曜日に、1週間行われたプロ野球の試合（まれに日本人メジャーリーグ選手が登場する）のなかから、好守備な場面などをいくつかピックアップし、その中から今週の光プレーを発表。なお年末には、年間大賞を決定するKING of 光プレーを決定する。
- 主なKING of 光プレー受賞者
  - 2005年度…井端弘和・荒木雅博のWコンビ（二遊間コンビ）
    - なお決定後、中日ドラゴンズの屋内練習場で、「KING　of　光プレー」の対象となったプレーを再現した。

  - 2006年度…平野恵一
    - 千葉マリンスタジアムでフェンスに激突し、大怪我を負いながらもボールを離さなかったプレー。この年は伊集院と川崎の他に井口資仁（当時シカゴ・ホワイトソックス）と水上善雄（当時テレビ東京解説者）が大賞の選考に参加した。